# Rokita (diabeł)

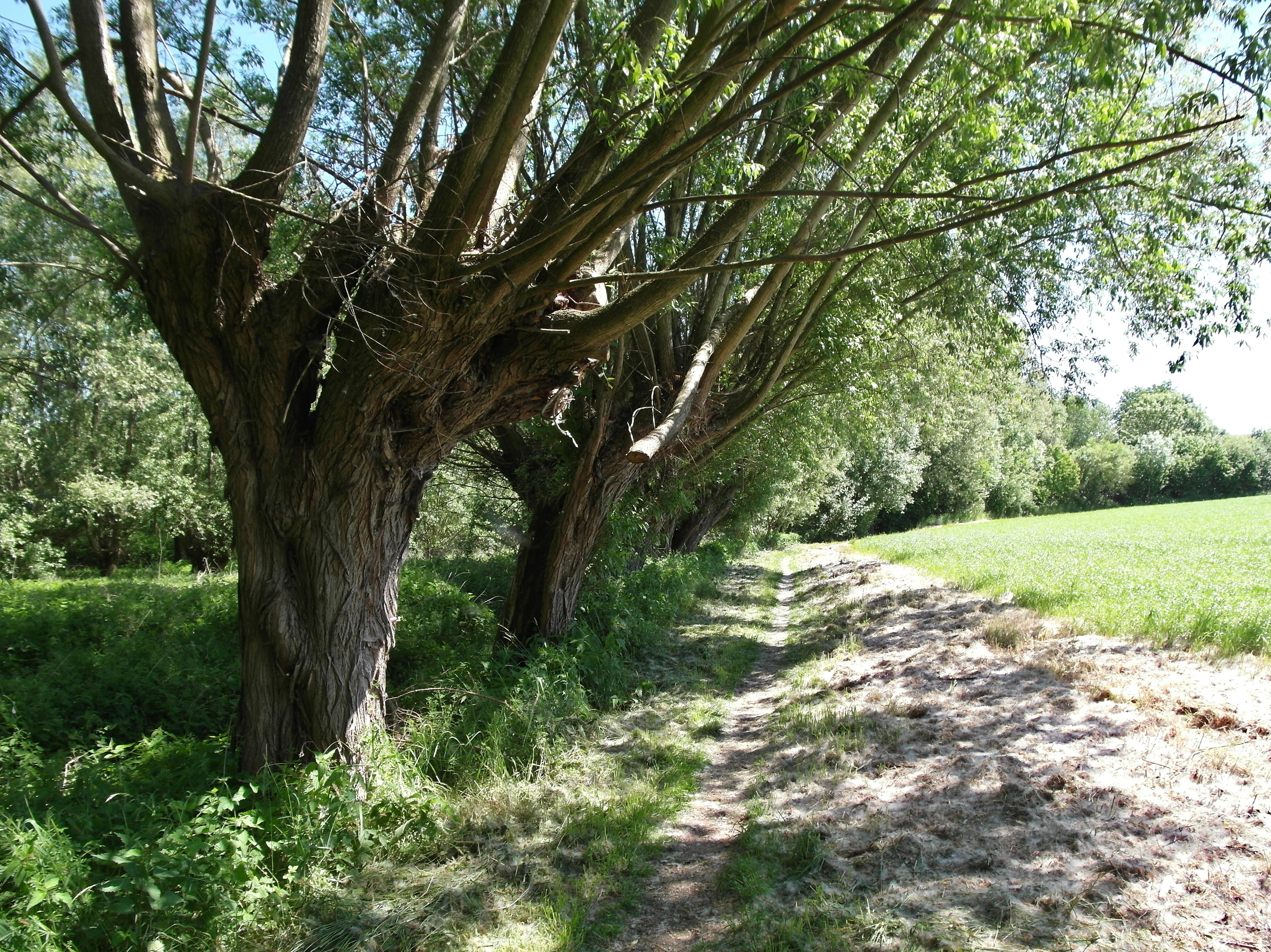
Według wierzeń Rokita chętnie zamieszkiwał w starych wierzbach

Rokita – imię jednego z diabłów, występującego w polskich podaniach ludowych. Cechuje go niewyobrażalna siła, ale za to nie jest zbyt przebiegły. Zamieszkuje tereny, które są kojarzone z bramą do zaświatów. Są to m.in. wszelkie mokradła, lasy, a przede wszystkim wnętrza starych wierzb.

## Nazwy regionalne
Na Śląsku Rokita nosił miano Wodnegomęża, czyli był traktowany jako utopiec (wodnego demona, który zamieszkuje stawy, rzeki, studnie, czyli większość zbiorników wodnych). Na jego powiązanie z wodami wskazuje podanie z rejonu Olkusza, w którym piszą, że miał zatopić tamtejsze kopalnie srebra. Natomiast w Zagłębiu Dąbrowskim duch wodny (utoplok) mógł przybrać postać potężnego mężczyzny, a także konia, ryby lub ptaka. Formy te pokrywają się z formami przybieranymi przez Borutę.
W przedstawieniach łęczyckich Rokitę często traktują jako ekwiwalent Boruty, przedstawiają jako generała w złotym płaszczu bądź przyodziany w kapelusz oraz surdut. Również tutaj popularne było przekonanie, że ukazuje się pod postaciami zwierzęcymi, takimi jak: świnia, ptak, ryba, koń, pies, mysz. Niezależnie od przybranej postaci czy to ludzkiej czy zwierzęcej cechują go wrogie intencje w stosunku do ludzi.

## Legendy
Jedna z legend głosi, że był bardzo hojnym rozbójnikiem z Domaradza (swego rodzaju odpowiednikiem Janosika). Mieszkał na górze Chyb z innymi zbójnikami. Okradał kupców przyjeżdżających do Domaradza, skradzionymi łupami obdarowywał chłopów. Według innej wersji legendy Rokita, zwany inaczej Rokietnikiem, był złą duszą zamieszkującą bagna (stąd jego nazwa pochodząca od mchu rokietnika często występującego w środkowoeuropejskich lasach) i topiącą tych, którzy wdarli się na teren jego siedliszcza.
Jeszcze inna wersja mówiła, że był diabłem kaliskim konkurującym z łęczyckim Borutą.
Kolejna z legend mówi, że Rokita razem z Borutą udali się do karczmy znajdującej się w Łodzi, aby napić się tamtejszego piwa. Ich pragnienie było naprawdę wielkie i wypili wiele piw. Karczmarz tym faktem się zaniepokoił i zainteresował się, czy goście mają czym zapłacić. Więc powiedział im, że nie przyniesie kolejnego piwa, dopóki nie zapłacą za te, które wypili. Rokita się jedynie zaśmiał, rzucił na blat kilka złotych monet i zażądał, aby karczmarz przyniósł im więcej piwa. Gdy ten wrócił z kolejną porcją trunku i próbował podnieść złote monety rzucone przez diabła, okazało się, że palą one skórę żywym ogniem. Karczmarz jedynie krzyknął z bólu i usłyszał diabelski śmiech dochodzący z kłębów dymu unoszących się w miejscu, w którym jeszcze chwilę temu siedzieli jego goście. Piwo, które chwilę wcześniej przyniósł, było już wypite, a po monetach nie został żaden ślad.
Jeszcze inna legenda pochodzi ze wsi Błędowy, należącej do parafii wsi Chmielnika, znajdującej się półtorej mili od Rzeszowa. W owej wsi żył sobie ubogi wieśniak, który chciał ukryć swoją rozpacz przed żoną, więc wybiegł z chaty i pobiegł na urwistą skałę. Stanąwszy na niej zaczął na głos mówić, jakie jego życie jest marne i nieszczęsne. Gdy tak zawodził i płakał, stanął przed nim Rokita. Z początku wieśniak przestraszył się jego postaci, ale po chwili uznał, że nie jest aż tak straszna. Rokita ofiarował mu dużo pieniędzy, bez żadnego oprocentowania. Z warunkiem, że w ustalonym dniu oraz godzinie odda mu sumę co do grosza, w innym wypadku zabierze jego duszę. Wieśniak przyjął ofertę oraz uprzejmie podziękował, po czym diabeł zniknął. Po pewnym czasie dorobił się znacznej sumy pieniędzy. Gdy nastał czas spłacenia długu, udał się w to samo miejsce, gdzie spotkał Rokitę za pierwszym razem, i zaczął go wołać. W odzewie inny diabeł odpowiedział mu, że Rokity już nie ma. Został zabity przez Najświętszą Pannę. Więc wieśniak wrócił do domu, nie mając komu oddać pieniędzy, gdyż Rokita już nie żył. Od tamtego czasu ludzie zaczęli wołać na rodzinę wieśniaka Rokita i przydomka tego używa kilka rodzin wywodzących się z jego rodu.

## Wierzenia ludowe
Wierzono, że potrafi przybierać postać kota. Czarownice w zaklęciach ludowych prosiły go szczególnie o obfitość krów, aby dawały więcej mleka. Była to sprawa niezwykle ważna dla ludu, ponieważ w obliczu nieustannie grożącego głodu brak mleka urastał do rangi ludowej obsesji. Dlatego też powstał cały zakres wierzeń na ten temat. Były to zaklęcia, modły kierowane do Rokity, jako patrona nabiału i mleczności, a także funkcjonowały jako przysłowia kuchenne. Wiadomo, iż w Zielone Świątki, w trakcie obrzędu zbierania rosy, czarownice napotkawszy krzaczastą wierzbę-rokitę targały nią mówiąc do Rokity: „Rokita, daj mleka, oddaję ci duszę i ciało, bo mi się mleka zachciało”. Wskutek zaklęcia powstał wierszyk powtarzany przez gospodynie w kuchni: „Był sobie raz diabeł Rokita i przyszła do niego kobita. Oddaje mu duszę i ciało. Bo jej się mleka zachciało”. Gdy Rokita zaakceptował ofiarę składającą się z duszy kobiety, wychodził z bagna pod postacią kota i zaczynał mruczeć zadowolony.

## Rokita w sztuce
W Teatrze Lalek "Arlekin" znajdującym się w Łodzi była wystawiana sztuka pod tytułem: Jak diabeł Rokita do wsi zawitał. Mówi o ubogiej kobiecie, do której zawitał tytułowy diabeł. Zaproponował jej za możliwość służby u niej wielkie bogactwo. Agata, bo tak miała na imię ta kobieta, przystała na te warunki. Więc Rokita napełnił jej dzbany złotem. W tym momencie jej dziadek ostrzegł ją, że diabelskie złoto nie przyniesie jej szczęścia, ale było już za późno, ponieważ diabeł zjawił się już we wsi. W pierwszej kolejności wywiódł Pastucha w pole, potem wprawił całą wieś w szaleńczy taniec, obciął warkocz pewnej dziewczynie oraz spowodował, że krowa nie daje mleka. Po tych wyczynach, jeden z mężczyzn obiecuje zemstę na diable i wtedy we wsi odbywa się narada, jak owego diabła wykurzyć. Mężczyzna zgłasza się i proponuje, że zaczaruje diabła, aby wziął z powrotem nieszczęsne złoto, które podarował Agacie. Plan ten się powiódł, ale w momencie, gdy Rokita zaczął uciekać, Agata go zatrzymuje i mówi, że chce odzyskać złoto, które jej podarował. Diabeł ulega, gdy Agata grozi, że poskarży się  na niego w piekle. Więc Rokita daje Agacie nową chałupę. Po pewnym czasie kobieta prosi o zgodę na ożenek z Rokitą. Ten się zgadza, ale Agata chce go wpierw odmienić przy pomocy wody święconej. Rokita się wystraszył, gdy chata Agaty została poświęcona i uciekł do piekła, a sama kobieta za swoje skąpstwo zostaje ukarana i zmienia się w starą jędzę.

## Bajki
Również w bajkach Rokita doczekał się własnych opisów. Oto jeden z nich:
"Po niebie szybko przesuwają się ponure chmury. Zimny wiatr smaga podróżnych po twarzach. Ścieżka staje się coraz mniej widoczna. Jeszcze tego nie wiedzą, ale zgubili drogę. Przez świst wiatru słychać wyraźnie śmiech. Gruby. Basowy. Wydawałoby się, że ludzki lecz jednocześnie przeszywający piekielnym strachem. To diabeł. Nazywają go Rokita. Jest wielki i przysadzisty. Zamieszkuje bagna i moczary, w pobliżu których ochoczo napada na ludzi, by pomieszać im zmysły i ściągnąć na bezdroża, w bagno. I biedni ci, który nie poznali się na fortelu tego diabliska. Z chłopskich opowieści wynika, że Rokita przyjmuje postać ponurego, wulgarnego i nieokrzesanego szlachcica, który nie grzeszy inteligencją. Strzeżcie się jednak jego potwornej, diabelskiej siły i gdy go usłyszycie, szukajcie czym prędzej zgubionej w lesie ścieżki."
Jedno ze studiów filmowych, a mianowicie: Studio miniatur filmowych, stworzyło serię bajek animowanych pod tytułem: "Rokita". Scenariusz owej animacji napisał: Andrzej Lach. Wszystkie produkcje powiązane z diabłem Rokitą, a także wiele innych można znaleźć na ich kanale Youtube, a także stronie internetowej tego studia.
Powstała również książka dla dzieci o nazwie "Diabeł Rokita. Wesołe bajki". Składa się na nią zbiór kilku bajek oraz puzzle na każdej z jej stron.

## Filmy
Postać Rokity pojawiła się również w filmach stworzonych przez Allegro, znanych jako "Legendy Polskie". Aktorem, który wcielił się w tę postać, jest Piotr Machalica.
- Legendy Polskie. Film Operacja Bazyliszek. Allegro
- Legendy Polskie. Film Jaga. Allegro
- Legendy Polskie. Film TWARDOWSKY 2.0. Allegro

## Muzyka
Postać Rokity pojawiła się również w utworze "Kocham wolność", który został wykonany przez Mateusza „Matheo” Schmidta oraz Damiana Ukeje ze ścieżki dźwiękowej do serii Legendy Polskie. Utwór ten doczekał się swojej filmowej wersji. W owym klipie pojawia się diabelski skład: Boruta, Rokita i Marysia, grani przez Tomasza Drabka, Piotra Machalicę oraz Aleksandrę Paleolog.
Kolejnym utworem, w którym pojawia się Rokita, jest utwór: "Diabeł Rokita" z roku 1992 wykonany przez Danutę Stankiewicz.

## Literatura podstawowa
Większość z zaproponowanej poniżej literatury nie mówi bezpośrednio o Rokicie, a o Borucie. Postacie te są traktowane wymiennie. Częstym problemem w mitologii słowiańskiej jest to, że jeden demon, bądź duch występują pod wieloma nazwami, nieraz tymi samymi, w zależności od regionu, z którego pochodzą.
Aleksander Brückner, Mitologia słowiańska i polska, Państwowe Wydawnictwo Naukowe, Warszawa 1980.
Jerzy Strzelczyk, Mity, podania i wierzenia dawnych Słowian, Dom Wydawniczy REBIS, Poznań 1998.
Tadeusz Linkner, Słowiańskie bogi i demony, Wydawnictwo "Marpress", Gdańsk 1998.
Aleksander Gieysztor, Mitologia Słowian, Wydawnictwo Artystyczne i Filmowe, Warszawa 1982.